# 大人のスレH・エロ会話板
大人のスレH・エロ会話板（おとなのすれえっち・えろかいわいた/ばん）とは、インターネット上の匿名掲示板2ちゃんねるの外郭のPINKちゃんねるの電子掲示板の一つである。「スレH・エロ会話」と略記され、主にスレH・エロ会話を楽しむための板である。スレHとは、セックスやオナニーを、2人または複数人で、テキストベースで擬似的に表現することである。なお、やり取りはテキストに限定されており、音声や画像の利用は禁止されている。また、18歳未満は立入禁止となっている。

## 概要
スレH・エロ会話をする板である。
特定のコテハン同士がスレH・エロ会話を重ねることで、彼氏・彼女のカップルとなることも多い。この板では「スレッドでの彼氏・彼女」を略して、スレカレやスレカ(ノ)と呼ばれている。コテハンだけでは、名前が重複した場合に他の利用者と区別ができないが、トリップを利用することで、個人を特定(証明)することができる。
出会い系サイトではないので、出会いにつながる行為はすべて禁止されている。
しかし、利用者の中には、外部のチャットへ誘導する者や、メールアドレスを表記する者もあり、問題となっている。

## 歴史
- 2006年7月2日 大人の実況板から分離独立し[1]、大人のエロ会話・スレH板(仮)＠bbspink掲示板として新設される(sakura03.bbspink.com)[2]。
- 2008年1月31日 サーバ移転(yomi.bbspink.com)[3]。
- 2011年2月23日 サーバ移転(pele.bbspink.com)[4]。

## 利用者
18歳以上の男女が利用している。
利用者の実際の性別は特定できないため、ネナベやネカマなども潜在しているといわれるが、実際の検証は不可能である。

## 名物・長寿スレッド
- バイさるスレ - 正式名称は「バイバイさる被害者たちの避難所」[5]で、バイバイさるさん[6]の規制に引っかかった利用者の避難所である。「○○のスレでサルになりました」と伝えることで、他の利用者がフォローしてくれることもある。

### バイバイさるさんとは？
ある一定時間内に定められたレスの数を越えると…『やはり貴方は投稿しすぎです。バイバイさるさん。』というメッセージが出て、しばらく書き込みができなくなること。連投をする荒らし対策のツールである。

## ローカルルール
出会い系サイトではないため、出会いにつながる行為はすべて禁止されている。

以下の項目が、【禁止事項】とされている。
- チャット誘導・メールアドレス書込・電話番号書込・BE表示
- 出会いに繋がると思われるあらゆる手段・機能の表示・出会い目的のスレ立て
- 宣伝、営利目的のためのスレ、レス・うp行為・コテハン叩き

また、関連スレッドとして以下があげられている。
- コテハンを常用したい→PINKのなんでも板・PINKのおいらロビー板
- 版権キャラ・オリキャラになりきりたい→キャラサロン板・オリキャラ板